# Sørig Sogn
Sørig Sogn er et sogn i Hjørring Nordre Provsti (Aalborg Stift).
Bebyggelsen Sørig i Tversted Sogn, der hørte til Horns Herred i Hjørring Amt, fik i 1902 filialkirken Sørig Kirke. Derefter blev Sørig et kirkedistrikt i Tversted Sogn. Ved kommunalreformen i 1970 blev Tversted-Uggerby sognekommune inkl. kirkedistriktet indlemmet i Hirtshals Kommune, som ved strukturreformen i 2007 indgik i Hjørring Kommune. Da kirkedistrikterne blev afskaffet i 2010, blev Sørig Kirkedistrikt udskilt af Tversted Sogn som selvstændigt sogn.
Stednavne, se Tversted Sogn.